# چارلز سی. گوزت
چارلز سی. گوزت (به انگلیسی: Charles C. Gossett) سناتور سابق عضو حزب دموکرات ایالات متحده آمریکا بود. وی در سال ۱۹۴۵ تا ۱۹۴۶ میلادی سناتور ایالت آیداهو در سنای ایالات متحده آمریکا بود.